# Östersjökeramik
Östersjökeramik användes i Skandinavien i slutet av vikingatiden och tidig medeltid. Keramiken var starkt påverkad av samtida slavisk keramik. 

## Keramiken utbredning i tid och rum
Mats Roslund har en karta som visar Östersjökeramikens utbredning i Skandinavien. Bara enstaka kärl har hittats på andra platser i Norden och de är inte en del av den vanliga keramikanvändningen. Den regionala variationen kan förklaras med  olika produktionssätt. I östra Danmark (dit hör Skåne före 1658) och på Gotland slutar man använda inhemska vikingatida keramik redan första halvan av 1000-talet. I delar av Götaland (norra Halland, Småland, Västergötland och Östergötland) finns östersjökeramiken parallellt med den äldre keramiken. I Mälardalen finns östersjökeramiken bara på de centrala bosättningarna. Bara enstaka kärl av lokal östersjökeramik har hittats på landsbygden. Östersjökeramiken försvinner under 1200-talets mitt och andra hälft i hela utbredningsområdet.

## Tillverkningssätt
Östersjökeramik tillverkades genom att den tummades upp eller drejades på en enklare form av drejskiva, en så kallad kavalett. Östersjökeramik utmärks av dekorativa mönster, som vågor eller streck, och keramiken har en tydligt utformad mynning. Märken på botten av kors eller koncentriska ringar är också vanliga. Tillverkningssättet gjorde att keramiken blev jämnare i tjocklek och kunde ha mer avancerade former.  Keramiken var influerad av mer avancerad slavisk keramik. Östersjökeramik är oftast grå till färgen eller rödbränd. Keramiken användes i hushållet ibland som grytor och kannor. Östersjökeramik var vanlig under 1000- och 1100-talet men ersattes sedan under 1200-talet av drejad keramik.

## Etniska identiteter skapade i keramiken
Inom arkeologin är accepterat att keramiken speglar lokala identiteter. Formen på hushållskärl  inspirerades av en krets av individer. Stilen begränsade individens val genom att omgivningen accepterade produkten men förändring var möjlig. Valet  som nya generationers gjorde skapade nya sociala normer. Överföringen var ofta mellan föräldrar och barn, men andra relationer kunde säkert förekomma. En folkgrupps stil var ständig under förändringstryck från omvärlden.
Stilar definieras genom kärlens proportioner. Mynningspartierna former och dekorens utformning och placering var viktiga element i en stil. I vetenskapliga begrepp namnges kärlen efter dessa detaljer. Keramiken benämns utifrån var den tillverkats, vilken kultur den tillhör eller dess fysiska egenskaper. Termen Kugeltopf  anger att formen är sfärisk med rund botten, att keramiken kommer från platser med en nordtysk tradition. Östersjökeramik betecknar en tradition som är av slaviskt ursprung. Keramiken har en satt flatbottnad siluett och är dekorerad med varianter på horisontella eller böljande linjer, vågband och instick. Kärltyperna skapades i den slaviska kultursfären. Keramiken dominerande från  cirka 980 till ungefär1300 keramikuppsättningen i de svenska Götalandskapen och i östra Danmark.

## Utvecklingen i Skåne
Den lokala traditionen med enkel handuppbyggd keramik övergick till mer teknologiskt och stilistiskt utformade kärl av slaviskt härkomst. Förändringen är känd inom arkeologin sedan 1900-talets början. Olika förklaringar av keramiken har varit teorier om att östersjökeramiken tillverkades av vandrande hantverkare, eller att den importerades som handelsvaror. Den  slaviska keramiken sågs som kvalitativt överlägsen den inhemska. De flesta hypoteserna har sett fenomenet som ett uttryck för handel med jämförelser med den senare Hansan. Roslund utgick i sin behandling från sociala och ekonomiska förutsättningen för tillverkning av keramik och användande av keramik under 900-talet. Tolkningen av fynden görs då i hushållens förutsättningar.  Vardagen för människor var att de levde med ständiga kulturmöte. Skånska förbindelser med slaver vid södra Östersjökusten går att spåra till 700-talet. Mellanslavisk keramik av benämnd Feldbergkeramik har hittats på flera platser längs den skånska kusten bland annat i Löddeköpinge Trelleborg, Ystad och Åhus. Längre norr och österut  i Skandinavien har keramik hittats på platser för varuutbyte, Visby och Paviken på Gotland och i Birka. Det var Dagmar Selling som först noterade att det fanns fynd av Feldbergkeramik i Skåne i sitt arbete om Birkas keramik. Löddeköpinge har det största fyndet av denna typ avslavisk keramik från vendel- och vikingatid.  
Denna äldre slaviska keramik påverkade inte den lokala tillverkningen av keramik i södra Sverige. Strax före år 1000 förändrades de politiska förhållandena, vilket påverkade idéer och kontakter i nordvästra delarna av Europa. Silverflödet till Norden vände från öster (arabiskt silver) till väster (danagäldernas silver). Den inhemska polyteistiska fornnordiska religionen utmanades av den kristna religionen. Hövdingar i Norden började göra anspråk på stora territorier. Städer grundades som maktcentra rika jordbruksbygder. Vid samma tid ändrades förbrukningen av keramik. Stilanalyser tillsammans med kronologiska studier och förståelse för hur stort materialet är viktiga för att kunna förklara den nya situationen. Östersjökeramiken i Skåne kan jämföras med den på andra sidan Östersjön. De äldsta sena slaviska keramik dateras till slutet av 900-talet. Denna keramik är ursprunget till den skånska östersjökeramiken. De stammar som i tidiga skriftliga källor kallas wagrier, obodriter och wilzer hade då en arbetsdelning i samhället som medförde att specialister tillverkade keramiken. I Skåne var detta då ett okänt fenomen vad gäller keramik. När den formen av tillverkning med keramiker kom till Skåne och storleken på förändringen kan studeras i Lund. Redan i 1000-talets början hade östersjökeramiken slagit igenom. I Lunds äldsta kulturlager är östersjökeramik den enda använda som kok- och förrådskärl. Detsamma gäller för landsbygden i västra och sydvästra Skåne. Den långlivade lokala traditionen ersatt med en slavisk keramik under så kort tid som ett människoliv. Förändringen skedde mycket snabbt. Den nya stilen etablerades snabbt, ersatte all lokal keramik med stor geografiskt utbredning i Skåne. Det antyder att en större grupp människor som bar den nya traditionen anlände till Skåne och att de bosatte sig både i städer och på landsbygden.
Förklaringar till hur detta hände måste sökas i tidens politiska, ekonomiska och sociala förhållande och där östersjökeramiken ingår som ett element. Inrikespolitiken i östra Danmark runt år 1000 dominerades av den expanderande jylländska Jellingdynastin som hade lagt under sig det bördiga Själland och i alla fall västra Skåne. Under Jellings nätverk med överhöghet låg västra Skåne i ättens hand. Jordbruket under sen vikingatid var mer effektivt och gav större skördar. Nyodlingar ökade avkastningen och överskottet gav möjlighet till nya arbetsdelningar. Människor befriades från arbetet på fälten. Stora huvudgårdar fanns i Skåne med ett större antal människor som arbetade. År 1000 var säkert många ofria trälar knutna till de stora gårdarna. Jordbruksexpansion och arbetsspecialisering var en förutsättningarna för förändrad tillverkning av keramik. Danska kungar hade redan tidigare understött nakoniderna, en slavisk ätt som styrde obodriterna i Schleswig-Holstein och västra Mecklenburg. Giftermålspolitik, kristen mission och också gemensamma krigståg band samman Danmark med dessa västslaver. Österut i Mecklenburg och på Rügen fanns andra stammar som wilzer och raner. De höll kvar sin hedniska sedvänja till skillnad från de kristna obodriterna. Dessa hedniska slaver försökte danskar, obodriter och tyska saxare dominera politiskt. Årliga attacker i gränsområdena för tagande av byte var normalt under sen vikingatid. Ett stort uppror bröt ut 983 bland wilzerna påverkade ett större område. De sista åren i slutet av 900-talet till omkring 1050 intensifierade danskar och obodritir sin fälttåg mot området.
Det var under denna tid som de västslaviska keramikerna kom till Skåne. Varifrån de kom kan de vanligaste keramikformer i det äldsta Lund och på landsbygden i västra Skåne ge ledtrådar till, Samma keramiska former användes inom ett begränsat område bland slaverna på sydkusten av Östersjön. Området sträcker sig från floden Warnow i väster till Odermynningen i öster. Stört antal fynd kommer från ön Rügen. Det är traditionsbärarna i det östra området där wilzer och raner bodde som var den skånska keramikens ursprung. Den nya stilen kom till Skåne med ofria människor som fördes till Skåne med tvång. De förslavade människorna hamnade primärt inom jordbruket på storgårdarna där. Utifrån etnoarkeologiska kunskaper och skriftliga källor år det troligt att de var de på botten i samhällets hierarki. Deras uppgifter i hushållen och på fälten och i husen var säkert olika. Trälar hade ingen uttalad egen identitet och förbises lätt i de arkeologiska fynden. Några slaviska trälar var krukmakare i sitt forna hemland och de  fortsatte  att tillverka keramik i Skåne. Man behöll samma former som tidigare, men nu i ett helt nytt sammanhang,

## Skandinaviska former
Särformer som hängkärl, lock och lampor på fot var en skandinavisk tradition. Den finns inte i det västslaviskt området. Även om några nya mynningstyper kom till men i den skånska repertoaren kan man notera ett konservativt bevarande av de gamla formerna redan vid 1000-talets mitt. Detta antyder att man tappat förbindelsen med sitt ursprung. I Skåne repeterade man de äldre former som varit nya några generationer tidigare då slaverna kom till Skåne. De traditionsbärare som suttit vid kavaletterna på Rügen höll på att försvinna. Den senslaviska traditionen blev skandinavisk östersjökeramik blir en tradition som bara har slaviska rötter. Nya former av keramik skilde sig från den slaviska och hade användningar som inte brukades i det gamla landet. Hängkärl var kokgrytor som hängde över härdarna. Oljelampor gav ljus i de mörka husen i Skåne. Stil och teknik påminde ännu om slaviskt ursprung. När generationer avlöser varandra innebär det ofta mjuka övergångar till nya former. Om man vill bevara en tradition kräver det att man lägger ner stor energi på att bevara tradition exakt. Konservatism i utförande kräver stor ansträngningar. I vardagen smyger små förändringar in då individer s oförmåga att exakt upprepa gamla mönster. Hastigheten i förändringar och vilja till omdaning är viktiga då man försöker förstå kulturöverföring. Det var i den tredje generationen som hantverket tappade kontakten med den slaviska traditionen, repeterade gammal stil och förändrade mynningsformer på kärlen.  
Hushållskeramiken tillverkades och hanterades av trälar inom hushållen, men det är troligt att kärlen även såldes inom den växande handeln men det är osäkert. En del slaviska kärl brukar ha något som kallas ”bottenmärken” på undersidan. Det är figurer som solkors, swastikor, kors och andra tecken oftast med raka linjer. I de ursprungliga slaviska områdena hade omkring 8 % av samtliga bottnar  tecken. Märkenas funktion är omdiskuterad. Några alternativa förklaringar  är att ägaren markerade sitt ägande med sitt bomärke, att det är hantverkarens märke eller att tecknen hade magisk funktion. Om keramiker hade sålt sina produkter borde vi hitta identiska bottenmärken spridda över ett geografiskt område. 317 bottenmärken på keramik från Lund under 1000- och 1100-talets visade sig vara funna kvartersvis på en begränsad yta. Spridningen indikerar att östersjökeramiken var en hushållsproduktion. Det egna hushållet behov prioriterades, och bara en liten del kan ha bytts i närområdet. De västslaviska krukmakarna var bundna till ett hushåll och hade ingen rätt att handla med sina produkter. När skånska former hittas på andra platser bör det förklaras med trälar som sålts eller bortförts genom människorov. Ett sådant exempel finns vid 1000-talets slut i västgötska Skara. Kärlens proportioner är olika med klumpigare utförande och tjockare väggar på kärlen. Men vissa utmärkande former som inåtböjda mynningar liksom de utmärkande formerna lock och oljelampor, däremot saknas hängkärl. Östersjökeramiken var en etnisk tradition som kom att ingå i en ny kultur.  
Spåren av keramiken under medeltiden visar människor som såldes som ägodelar inom samhället i politisk och kulturell kultur vars utbredning tecknas sig i keramikens utbredning. Kärlen berättar om försäljning och transport av ofria människor. De områden där handeln med trälar avspeglas gå i ett stråk till Västergötland via Halland. Från det rikare Skåne har tredje generationens slaviska trälar anlänt till Skara. Förbindelserna var goda och upprätthölls via  kyrkliga kontakter. Lundabiskopen som ärkebiskop visiterade Skara. Västergötlands mäktiga odlade kontakter med fränder i Danmark Ett exempel är danske prinsen Magnus, ingift med lagmän i Västergötland. Vid sådana flyttar följde ägodelar , döda ting och levande trälar med i hushållens flytt.  
Genom den nya orsaken som kommit fram till förändringen av keramiken att den nya stilen kom som ofria från västslaviskt område. Detta synliggör  Slavernas historia och deras koppling till Skandinavien har varit dåligt känd i historisk arkeologisk forskning. Slaverna var bosatta geografiskt nära och deltog i bildandet av de skandinaviska rikena. Trälarna är en mindre känd grupp som tar liten plats i det skriftliga materialet och är dåligt representerade i arkeologiska källor. Keramiken belyser en grupp av ofria hantverkare som kom till östra Danmark under tidig riksbildningstid och deras efterföljare kan följa vidare. Genom arbetsdelning med specialiserade krukmakare drogs Danmark in i den arbetsdelning som började i området vid Donau på 600-talet (Roslund 2001: s106 f.). Specialister knöts till maktcentra som hade resurser att hantverk och handel förutom jordbruket. Processen kom till Östersjöområdet i slutet av 900-talet. Keramiktillverkningen fick regionala stilar, knutna till borgarna och städernas närområde. Med den slaviska keramiken kom säkert också andra nyheter in. Trälarna var underordnade men inte helt åtskilda från andra grupper av människor. Språk, materiell kultur och föreställningar kan ha spridit sig och påverkat andra trälar av annan etnisk härkomst. 